# 칸타해메 지역

칸타해메 지역의 문장

칸타해메 지역의 위치

칸타해메 지역(핀란드어: Kanta-Häme, 스웨덴어: Egentliga Tavastland)은 핀란드를 구성하는 지역 가운데 하나로, 중심 도시는 헤멘린나이며 면적은 5,203km2, 인구는 165,886명이다. 남서수오미 지역, 피르칸마 지역, 패이얘트해메 지역, 우시마 지역과 접하며 11개 지방 자치체를 관할한다.